# سالوا بالستا
سالوا بالستا (انگلیسی: Salva Ballesta؛ زادهٔ ۲۲ مهٔ ۱۹۷۵) یک بازیکن فوتبال اهل اسپانیا است.
از باشگاه‌هایی که در آن بازی کرده‌است می‌توان به والنسیا، بولتون واندرز، مالاگا، ریسینگ سانتاندر، باشگاه فوتبال سویا، باشگاه فوتبال لوانته، اتلتیکو مادرید، تیم ملی فوتبال زیر ۲۳ سال اسپانیا، و تیم ملی فوتبال اسپانیا اشاره کرد.